# Biomonitoratge
En el camp de la química analítica, el biomonitoratge és la mesura de la càrrega corporal de compostos químics tòxics, elements o els seus metabòlits, en substàncies biològiques.
Sovint aquestes mesures es prenen a partir de la sang i l'orina. Els dos programes de biomonitoratge en mostres representatives de la població general que estan més ben establerts són els dels Estats Units i Alemanya, tot i que hi ha altres programes poblacionals en altres països. L'any 2001, els Centres de Control i Prevenció de Malalties dels Estats Units (CDC) van iniciar a la publicació de l'Informe Biennal Nacional sobre l'Exposició Humana a Productes Químics Ambientals, la qual dona informació sobre una mostra estadísticament representativa de la població dels Estats Units.

## Definició
El biomonitoratge inclou l'ús d'organismes per avaluar la contaminació ambiental, com ara l'aire o l'aigua del voltant. Es pot fer de manera qualitativa, a través de l'observació i anotant els canvis en els organismes, o de manera quantitativa, mesurant l'acumulació de substàncies químiques als teixits orgànics. A través de l'observació o la mesura dels efectes que el medi ambient té sobre els seus organismes, es pot sospitar o inferir la contaminació.

## Perspectiva general
Històricament, les normes de salut pública s'han basat en càlculs de riscos teòrics segons els nivells de substàncies químiques reconegudes a l'aire, l'aigua, el sòl, els aliments, altres productes de consum i altres fonts amb una exposició potencial. El biomonitoratge humà ofereix l'oportunitat d'analitzar els nivells interns reals de substàncies corporals des de totes les rutes potencials d'exposició en una sola vegada, la qual cosa pot ajudar a millorar les avaluacions de riscos.
Els avenços científics han fet possible detectar un número més gran de substàncies químiques en concentracions més petites al cos, amb alguns productes químics detectables a nivells tan baixos que es mesuren en parts per bilió. Una única mesura de biomonitoratge és només una instantània en un moment determinat i no pot reflectir amb precisió el nivell d'exposició durant períodes més llargs. El 2006 el Consell Nacional d'Investigació dels Estats Units va publicar un informe, el Biomonitoratge Humà per Químics Ambientals. L'informe reconeixia el valor que té el biomonitoratge a l'hora de tenir una millor comprensió de l'exposició als productes químics ambientals. També incloïa diverses troballes i recomanacions per millorar la utilitat de les dades obtingudes amb biomonitoratge en l'avaluació del risc per a la salut. En resum, l'informe demanava criteris més rigorosos i basats en la salut per seleccionar productes químics per incloure als estudis de biomonitoratge; el desenvolupament d'eines i tècniques per a millorar la interpretació basada en els riscos i la comunicació de dades del biomonitoratge; la integració del biomonitoratge a l'avaluació de l'exposició i la recerca epidemiològica; i l'exploració de qüestions bioètiques entorn del biomonitoratge, com ara el consentiment informat, la confidencialitat dels resultats, entre d'altres. A causa dels informes televisats de Bill Moyers per a la SBP i d'Anderson Cooper a la sèrie «Planeta en Perill» (Planet in Peril), la qüestió de l'exposició als productes químics ambientals ha rebut més atenció. El llibre «El nostre futur robat» (Our Stolen Future), amb un pròleg del Vicepresident Al Gore, també va despertar la consciència de la gent quan va centrar-se en la disrupció endocrina.

## Estudis als EUA
Als Estats Units, el 1976 els CDC van examinar per primer cop mostres de la població general buscant plom i uns quants pesticides. A finals de la dècada de 1990, el programa de l'Estudi de Salut i Nutrició Nacional (NHANES) va tenir una gran acollida.
Informe Nacional sobre l'Exposició Humana als Químics Ambientals La Divisió dels CDC del Laboratori de Ciències dins el Centre Nacional de la Salut Ambiental ha desenvolupat un Programa de Biomonitoratge Nacional i publica des de l'any 2001 l'Informe Nacional Biennal de l'Exposició Humana als Químics Ambientals. Com que la selecció de productes químics és controvertida, els CDC han identificat criteris influents: evidència d'exposició de la població dels Estats Units, presència significativa d'efectes sobre la salut després d'un cert nivell d'exposició, una voluntat de tirar endavant iniciatives per fer un seguiment de la salut pública per tal de reduir l'exposició a un agent en particular, l'existència de mètodes per a mesurar de manera precisa les concentracions rellevants de químics, prou mostres de teixits, en particular, mostres de sang i/o orina i efectivitat de cost.
Els CDC van establir tres criteris per eliminar alguns químics dels estudis futurs: un substitut dels químics (per exemple, un metabòlit o altres compostos) és més representatiu dels nivells d'exposició que no pas els químics que es mesuren actualment, o bé si després de realitzar tres estudis, els ràtios de detecció de químics són inferiors al 5 % a tots els subgrups poblacionals (per exemple, dos sexes, tres races / grups ètnics, i els grups d'edat utilitzats a l'informe Nacional), o si després de tres estudis, els nivells de químics a grups basats en mètode no han canviat o han caigut en tots els subgrups demogràfics documentats a l'Informe Nacional.
L'Estudi Infantil Nacional planeja fer un seguiment de 100.000 nens als Estats Units, des del naixement fins als 21 anys. L'estudi va ser autoritzat com a part de l'Acte de Llei de Salut Infantil de l'any 2000 i és l'esforç més gran que s'ha realitzat per abordar els efectes dels factors socials, econòmics i ambientals sobre la salut dels infants. El Laboratori de Salut Ambiental dels CDC va anunciar el 2009 que jugaria un paper clau en el biomonitoratge de l'Estudi Nacional Infantil en curs. En col·laboració amb l'Institut Nacional de la Salut i del Desenvolupament Infantil, l'Institut Nacional de Ciències de la Salut Ambiental i l'Agència de Protecció del Medi Ambient dels Estats Units.
Alguns estats dels Estats Units han rebut suport federal i han establert programes de biomonitoratge. El 2001, els CDC van concedir subvencions de planificació a 33 estats per contribuir al desenvolupament de les capacitats per expandir el biomonitoratge. El Programa de Biomonitoratge de Contaminació Ambiental de Califòrnia (PBCMC) es va establir per llei l'any 2006 i l'administra el Departament de Salut Pública de Califòrnia.
El Programa Pilot de Biomonitoratge de Minnesota també es va establir per llei l'any 2007 i el dirigeix pel Departament de Salut de Minnesota.

## Investigacions a Alemanya
L'Estudi Ambiental Alemany (EMA) es realitza des de l'any 1985, i el 1992 es va establir la Comissió de Biomonitoratge Humà de l'Agència Federal del Medi Ambient d'Alemanya.

## Estudis al Canadà
El Oficina Estadística del Canadà administra l'Estudi Canadenc de Mesures per a la Salut, el qual inclou el biomonitoratge de químics ambientals. El Departament de Salut de Canadà administra un programa anomenat Recerca sobre Productes Químics Ambientals entre mare i Infant, que estudia 2.000 dones embarassades, així com els seus fills.

## Mètodes i productes químics
Els productes químics i els seus metabòlits es poden detectar en una varietat de substàncies biològiques com ara la sang, l'orina, el cabell, el semen, la llet materna o la saliva. La llet materna és una matriu perfecta (una substància) per mesurar compostos lipofílics persistents (atrets pels greixos), bioacumulatius i tòxics durant la lactància (PBT); aquesta ruta d'exposició és dominant en els lactants. Un compost lipofílic també es pot detectar a la sang, mentre que un compost hidròfil (atret per l'aigua) és detectable a l'orina. Els mètodes analítics que utilitzen els CDC inclouen l'espectrometria de massa de dilució d'isòtops, l'espectrometria de massa de plasma d'acoblament inductiu, o l'espectrometria d'absorció atòmica de forn de grafit. Alguns dels productes químics detectats inclouen:
- Metilmercuri
- Plom
- Mercuri
- Aflatoxina
- Antimoni
- Arsènic
- Benzè
- Benzidicina
- Bromoclorometà
- Cadmi
- Cobalt
- Formaldehid
- Perclorat
- Contaminants orgànics persistents
- Dioxines
- Furans
- Pesticides d'organoclorina
- DDT i DDE
- Compostos perfluorinats
- Bisfenol A (BPA)
- Èters de difenil polibrominats (P)
- Bifenils polibrominats (PBBs)
- Bifenils policlorinats (PCBS)
- Ftalats
- Piretroides
- Piretrina
- Oxibenzona (benzofenona-3)
- Estirè
- Toluè
- Tal·li
- Tricloroetilè
- Triclosà
- Tungstè
- Clorur de vinil

## Interpretació
La presència d'un producte químic ambiental al cos no indica necessàriament un dany. La química analítica de detecció d'aquests compostos ha avançat més ràpidament que la capacitat d'interpretar les possibles conseqüències per a la salut. Els riscos per a la salut s'estableixen normalment a partir d'estudis de toxicitat en animals de laboratori i proves epidemiològiques en humans. El plom és un producte químic ben estudiat, el qual té un nivell d'acció preocupant, actualment a 10 μg/dl, o 100 parts per mil milions en sang. Tanmateix, s'ha observat un deteriorament neuroconductual per sota d'aquest nivell. Atès que aquest enfocament demana l'establiment de causes i efectes en els estudis epidemiològics, així com una comprensió exhaustiva de la resposta a la dosi humana, només hi ha dades que donin suport a aquests nivells d'actuació per a uns quants compostos químics ambientals.
El concepte d'Equivalents de Biomonitoratge (EB) s'ha desenvolupat com un enfocament alternatiu per ajudar a interpretar i comunicar els resultats del biomonitoratge en el context dels riscos potencials per a la salut. Les investigacions sobre l'exposició humana a compostos químics no acostumen a integrar el número exacte d'aquests compostos que es detecten per persona, ni la concentració de cadascun. Això deixa sense analitzar situacions d'exposició rellevants; per exemple, si els individus amb baixes concentracions d'alguns compostos tenen altes concentracions d'altres productes químics. Les anàlisis de les concentracions d'un component determinat normalment mostren que la majoria dels ciutadans tenen concentracions molt més baixes que una certa minoria.
Un estudi basat en una mostra representativa de la població de Catalunya (Espanya), el qual analitzava el nombre de components detectats per persona i la seva concentració, va confirmar que més de la meitat de la població tenia concentracions en el quartil superior d'una o més de les 19 substàncies tòxiques persistents (pesticides, PCBS) analitzades. Alguns subgrups significatius de la població van acumular mescles de substàncies tòxiques a altes concentracions. Per exemple, el 48% de les dones entre 60 i 74 anys tenien concentracions de 6 o més substàncies tòxiques en el quartil superior; la meitat de tota la població tenia nivells d'una a 5 substàncies tòxiques per sobre de 500 ng/G, i menys del 4% dels ciutadans tenien els nivells al quartil més baix. Per tant, les concentracions de substàncies tòxiques són baixes a la majoria de la població només quan cada producte químic individual s'observa per separat. No és correcte, doncs, afirmar que la majoria de la població té baixes concentracions de substàncies tòxiques. L'avaluació dels efectes de mescla ha d'abordar el fet que la majoria dels individus estan contaminats per mescles de substàncies tòxiques fetes de components en concentracions baixes i altes.

## Equivalents de biomonitoratge
Els científics que fan proves de biomonitoratge són capaços de detectar i mesurar concentracions de productes químics naturals i artificials en sang humana i mostres d'orina, des de nivells de parts per mil milions fins a parts per quatrillons. Un informe del Consell Nacional de Recerca dels Estats Units de l'any 2006 va trobar que, tot i que els científics eren capaços de detectar els productes químics en aquests nivells, encara faltaven mètodes per interpretar i comunicar el que la seva presència implica respecte els possibles riscos per a la salut, tant individual com col·lectiva. L'Informe recomanava que es dugués a terme una recerca científica per millorar la interpretació i comunicació dels resultats del biomonitoratge mitjançant l'ús d'avaluacions dels riscos existents de certes substàncies químiques. Per fer front a aquesta situació, diversos grups van reconèixer que els valors d'orientació de l'exposició, com ara la dosi de referència i la ingesta diària admissible, podrien, amb dades suficients, traduir-se en estimacions corresponents de concentracions de biomarcadors per utilitzar-les en la interpretació de dades de biomonitoratge.
L'any 2007 els científics de la Conferència de Toxicologia van publicar la metodologia inicial per a la traducció sistemàtica dels valors d'orientació de l'exposició als valors de projecció corresponents per a dades de biomonitoratge, anomenats Equivalents de Biomonitoratge. Posteriorment, un grup governamental d'experts de l'àmbit de la indústria i l'acadèmia es va reunir per desenvolupar directrius detallades per obtenir i comunicar aquests equivalents de biomonitoratge. Els Equivalents de Biomonitoratge es poden utilitzar per avaluar les dades de biomonitoratge en un context d'avaluació de riscos. La comparació de dades de biomonitoratge d'un producte químic amb el seu equivalent de biomonitoratge proporciona un mitjà per avaluar si l'exposició de la població a productes químics està dins dels nivells considerats com a segurs per les agències reguladores, o bé estan per sobre. Els equivalents de biomonitoratge poden ajudar d'aquesta manera a científics i gestors de riscos a l'hora de prioritzar uns o altres productes químics en tasques de seguiment o gestió de riscos. Des de l'any 2007, els científics han obtingut i publicat equivalents de biomonitoratge per a més de 110 productes químics, inclosos el cadmi, el benzè, el cloroform, l'arsènic, el toluè, el clorur de metilè, el triclosà, les dioxines, els compostos orgànics volàtils, entre d'altres. Alguns d'aquests equivalents han estat desenvolupats a través de col·laboracions de científics de l'Agència de Protecció Ambiental dels Estats Units, els CDC i el Departament de Salut de Canadà. Investigadors de la Comissió Alemanya de Biomonitoratge Humà també han proposat un concepte per a obtenir valors de garbellat similars als equivalents de biomonitoratge.

## Comunicació
L'informe del Consell Nacional de Recerca de 2006 va fer èmfasi en el fet que una comunicació precisa dels resultats és essencial per a l'ús adequat d'estudis de biomonitoratge. Tanmateix, també va assenyalar que «no hi ha cap estàndard acceptat per a unes bones comunicacions de biomonitoratge». L'any 2007, l'Escola de Salut Pública de la Universitat de Boston va organitzar un grup per tractar aquest tema. Un grup d'experts en els equivalents de biomonitoratge ha publicat les directrius per comunicar la informació als proveïdors d'atenció pública i sanitària en general. Charles McKay, del Centre de Control de Verí de Connecticut, és entrevistat en un vídeo titulat La perspectiva mèdica sobre el biomonitoratge d'un doctor que se centra en ajudar el públic en general a entendre millor en què consisteix el biomonitoratge.